# Josef Seibel Schuhfabrik

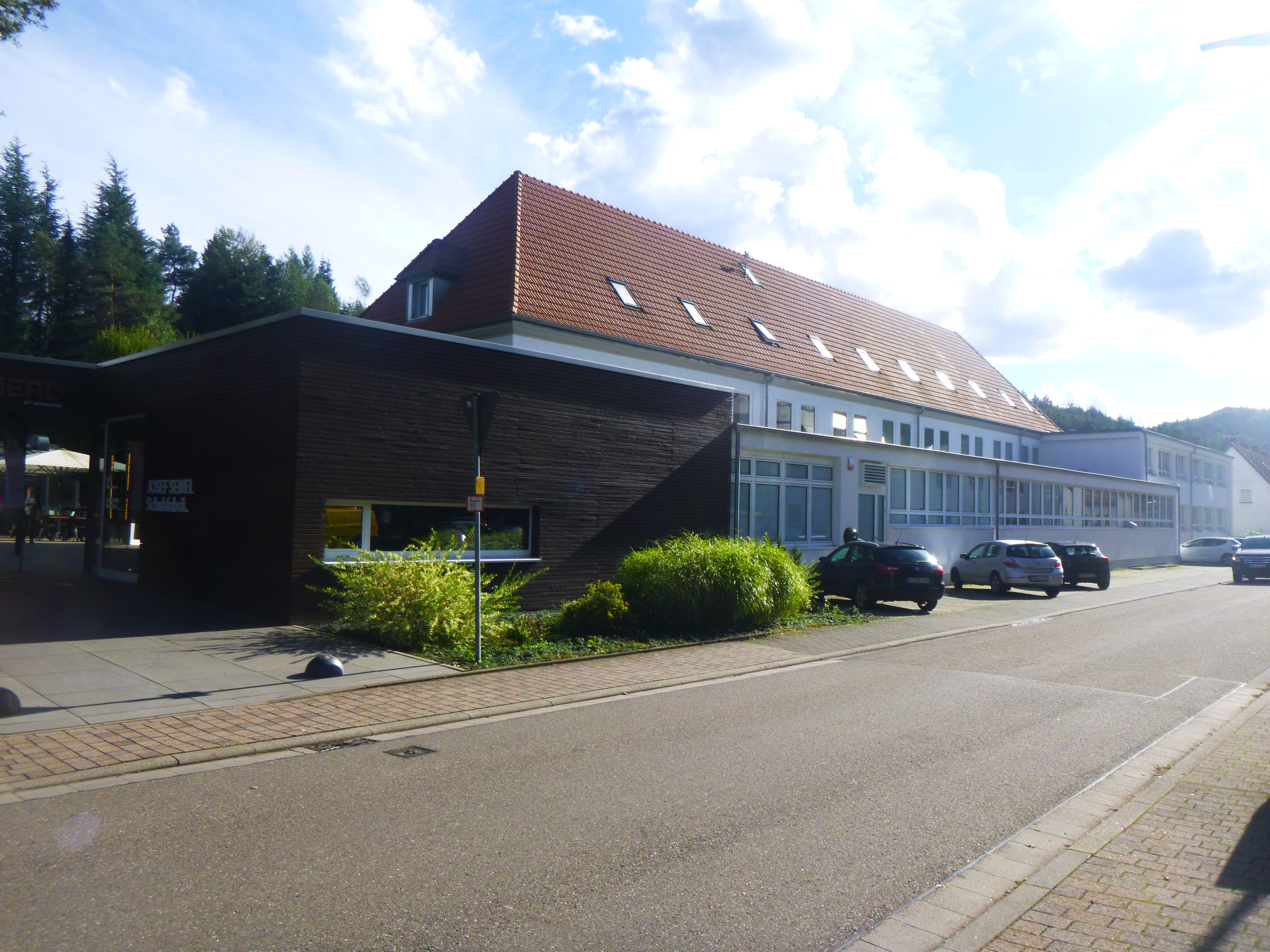
Aktueller Standort in Hauenstein

Die Josef Seibel Schuhfabrik GmbH mit Sitz im rheinland-pfälzischen Hauenstein (Landkreis Südwestpfalz) ist ein deutscher Schuhhersteller.

## Geschichte
1886 begannen die Brüder Carl August und Anton Seibel, angeregt durch die positive Entwicklung der Schuhindustrie im nahegelegenen Pirmasens, den Betrieb einer Sohlenstanzerei, aus welcher die Schuhfabrik CA Seibel entstand. Nach dem Ausscheiden seines Bruders Anton führte Carl August Seibel das Unternehmen alleine weiter und errichtete 1895 das Gebäude in der Weißenburger Straße als Wohn- und Geschäftssitz. 1907 folgte die Erweiterung um ein Fabrikgebäude.
1911 übernahm Carl August Seibels Sohn Josef Seibel sr. die Leitung während der Weltwirtschaftskrise und den beiden Weltkriegen. Ab 1950 übernahm dessen Sohn Josef Seibel jr. die Geschäftsführung.
1983 stieg Carl-August Seibel, der Sohn des bisherigen Geschäftsführers, Josef Seibel jr., in das Unternehmen ein und übernahm 1993 die Geschäftsführung. 2020 stieg dessen Tochter Franziska in die Unternehmensleitung ein. Nun führt die fünfte Generation der Familie das Unternehmen.

## Produktion
Neben der Produktion in Hauenstein wurde 1990 die erste Produktionsstätte in Csenger, Ungarn, errichtet, 1999 und 2000 folgte der Bau einer Fabrik in Rumänien.
Die Josef Seibel Schuhfabrik GmbH produziert die Marke Josef Seibel an den Standorten Hauenstein und Ungarn sowie in Partnerbetrieben in Europa und Asien.
In der 2019 in Ukunda nahe Mombasa (Kenia) errichteten Schuhfabrik werden Schuhe für Schuluniformen kenianischer Schulkinder hergestellt. Im Unternehmens-Ausbildungszentrum werden pro Ausbildungsjahr 20–30 Schuhmacher nach deutschem Vorbild ausgebildet.
Mit der gläsernen Schuhfabrik verfügt das Unternehmen nach wie vor über einen Produktionsstandort im heimischen Hauenstein. Dort können Besucher bei der Schuhfertigung zusehen.
Die gläserne Schuhfabrik wurde 2003 als Erlebnismanufaktur an die Produktionsstätte in Hauenstein angeschlossen. Seit den Umbaumaßnahmen verfügt die Schuhfabrik zudem über eine Ausstellung der Unternehmensgeschichte sowie einen Gastronomiebereich. Die gläserne Schuhfabrik zählt jährlich etwa 25.000 Besucher.

## Marken
Wesentliche Marken von Seibel:
- Josef Seibel
- Westland (1997–2023)[14]
- Romika (seit 2005, Verkauf der Markenrechte für Europa im Jahr 2019 an die Deichmann SE. Die Markenrechte für alle Territorien außerhalb Europas verbleiben bei Seibel)[15]
- Gerry Weber (Lizenz für Gerry Weber 2012–2023)[16]

## Vertrieb
Jährlich werden über 2,5 Millionen Schuhpaare hergestellt und in mehr als 40 Ländern über den Schuhfachhandel verkauft. Neben dem Vertrieb über den Schuhfachhandel bietet Seibel seine Schuhe auch in eigenen Läden in Deutschland, Dänemark, Hongkong, Macau, China, Ungarn, Großbritannien und den Vereinigten Arabischen Emiraten an.

## Soziales und ökologisches Engagement
Als Mitglied der cads – Kooperation für abgesicherte definierte Standards bei den Schuh- und Lederwarenprodukten, einer Vereinigung für Nachhaltigkeit- und Umweltstandards, verpflichtet sich die Unternehmensgruppe zur Einhaltung gültiger Umwelt- und Sozialvorschriften. Dies wird insbesondere in der „Spirits of Nature“-Kollektion aufgegriffen, die ausschließlich aus chromfrei gegerbten und recycelbaren Ober- und Futterledern besteht. Ebenso wird in der Sneaker-Kollektion 1886 nur Naturveloursleder aus Süddeutschland sowie Futter aus recyceltem Polyethylenterephthalat (PET) verwendet.

## Auszeichnungen
Im Dezember 2021 wurde das Unternehmen für digitale Nachhaltigkeit von der Zukunftsinitiative Rheinland-Pfalz e. V. ausgezeichnet. Ebenso erhielt Josef Seibel für den dazugehörigen Onlineshop den Shop Usability Award 2021 in der Kategorie Best of Design.